# École des hautes études en sciences de l'information et de la communication - Celsa
Pour les articles homonymes, voir Celsa (colonie romaine).
L’École des hautes études en sciences de l'information et de la communication – Celsa, plus connue sous les noms « Celsa », « CELSA » ou « Celsa Sorbonne Université », est une grande école française spécialisée dans les sciences de l'information et de la communication et le journalisme.
Administrativement, le CELSA est une composante de la faculté des lettres de Sorbonne Université. Le CELSA est très sélectif. L’école occupe la première place du classement des meilleures écoles de communication en France.
Fondée en 1957, l'école prépare aux métiers du journalisme et de la communication, de la culture, du conseil, de la vie politique et des médias. C'est l'une des quinze écoles de journalisme françaises reconnues par la profession.
Le CELSA héberge depuis 1999 les chercheurs du Groupe de recherches interdisciplinaires sur les processus d'information et de communication (GRIPIC).

## Histoire
Créé en 1957, le Centre d'études littéraires et scientifiques appliquées (premier nom de l'école, dont provient l'acronyme) décerne un diplôme universitaire en une année. L'histoire du CELSA remonte à l'initiative de l'Association des anciens élèves de la Faculté des lettres de Paris (AAEFP), qui crée en mars 1958 un Centre d’études et de recherche (CER) dirigé par Charles-Pierre Guillebeau, assisté de Martine de La Brosse et Marie-Claude Praudel, soucieux de développer des formations facilitant l'insertion professionnelle dans le secteur privé des étudiants issus (en particulier de sexe féminin) des disciplines littéraires. Marcel Bleustein-Blanchet, le fondateur de Publicis, apporte son soutien. L'établissement bénéficie d'une dérogation pour organiser une sélection par concours. En 1965, le CER mue en Centre d’études littéraires et scientifiques appliquées (CELSA), qui devient un institut de la Faculté et est ainsi financé par le ministère de l'Éducation nationale. Avec la loi Faure et la suppression de l'Université de Paris, le CELSA devient en 1968 une « Unité d’étude et de recherche » (UER), et obtient en 1971 par décret un statut dérogatoire au sein de l'université Paris-Sorbonne.
En 1985, le CELSA se transforme en école interne, baptisée École des hautes études en sciences de l'information et de la communication, mais il conserve le sigle CELSA dont la notoriété est forte. En 2007, le CELSA devient membre de la conférence des grandes écoles (CGE) et en 2011, il adhère à la Banque d'épreuves littéraires des différents ENS. En 2018, l'université Paris-Sorbonne et l'université Pierre-et-Marie-Curie fusionnent au sein d'une nouvelle entité, Sorbonne Université, et, à ce titre, le CELSA est rebaptisé « CELSA Sorbonne Université ».
L'établissement crée en 1979 une école de journalisme en son sein. C'est l'une des écoles citée dans la Convention collective nationale de travail des journalistes. En 2005, le CELSA est la première filière de l'université Paris-Sorbonne à être agréée LMD par le ministère de l'enseignement supérieur et de la recherche[réf. nécessaire].

## Tarif et financement
Les frais de scolarité au CELSA se limitent aux frais d'inscription universitaires. Financée par l'État pour moitié de son budget, l'école complète son budget avec les versements de la taxe d'apprentissage, les contrats de recherche, et la formation continue[réf. nécessaire].

## Enseignements
Membre d'une université, le CELSA est « la seule grande école publique de communication » selon son directeur. L’objectif de l'école est de donner un socle de connaissances en sciences humaines et sociales en général, et en sciences de l’information et de la communication en particulier, tout en spécialisant les étudiants progressivement dans une des filières professionnelles.
À la rentrée 2025, le CELSA propose:
- 1 licence en « Information – Communication » (3e année seulement)
- 1 master en « Journalisme », qui se décline en trois parcours différents : 
  - Journalisme
  - Journalisme et nouvelles écritures
  - Journalisme et informations scientifiques (2e année seulement)
- 1 master en « Information et communication », qui se décline en douze parcours différents :
  - Communication des organisations
  - Communication en transformation (« master recherche », 2e année seulement)
  - Communication et industries créatives
  - Communication et stratégies culturelles
  - Communication publique et politique
  - Conseil, management et organisations
  - Management des médias et du numérique
  - Marque et communication
  - Marque et stratégies de communication
  - Médias et création
  - Métiers de la communication
  - Ressources humaines, communication et organisations

- 1 Executive MBA, et
- des formations courtes non diplômantes.

Le rythme d’enseignement repose sur 3 jours de cours intensifs en 1re année de master, et en 2e année de master, selon la spécialité choisie, l’année s’organise selon le rythme de l’alternance ou bien en deux périodes distinctes : cours intensif puis stage de 6 mois.

### Admission
L'accès aux formations du Celsa se fait en 3e année de licence et en 1re année de master.
- Pour entrer en 3e année de licence, les candidats doivent avoir validé 120 ECTS au moins (université, école, classe préparatoire aux grandes écoles, BTS, DUT, etc.), ou équivalent. Un concours en deux étapes, épreuves écrites et orales, leur est proposé. En 2024, 2500 candidats se sont disputés les 140 places[7].

- Peuvent entrer en 1re année de master les candidats ayant validé 180 ECTS, une licence ou équivalent, et ayant satisfait aux exigences du concours d'entrée[8]. La sélection à l’entrée de la 1re année se fait sur la plateforme MonMaster.gouv.fr pour les formations en communication et sur le site concoursjournalisme.fr de la Conférence des écoles de journalisme pour les formations en journalisme. Elle comprend deux phases : un examen du dossier présenté par le candidat et des épreuves écrites pour le master en journalisme, puis si le dossier est retenu, un entretien avec un jury d’admission.

### Classement
Le CELSA est régulièrement classé parmi les meilleures écoles de communications dans les classements effectués par les médias,. Les deux licences « Médias et communication » et « Communication des entreprises et des institutions » sont ainsi classée numéro un et deux respectivement par le classement SBMG. La formation en publicité est classée première par le magazine Stratégies.
Selon le site Eduniversal qui dresse des classements de masters en France par catégories, le Celsa trouve dans ces derniers l'ensemble de ses diplômes, dont certains en tête de classement.
De par ces résultats avantageux, les profils "celsiens" arrivant sur le marché du travail sont particulièrement appréciés par les employeurs, conférant à l'école un statut particulier au sein de la profession[source secondaire nécessaire].
| Catégorie                                          | Master Celsa                                     | Rang 2021 | Rang 2022 | Rang 2023 |
| -------------------------------------------------- | ------------------------------------------------ | --------- | --------- | --------- |
| Communication                                      | Magistère, management et culture                 | 3e        | 3e        | 8e        |
| Communication                                      | Entreprises, institutions et corporate           | 6e        | 6e        | 5e        |
| Communication                                      | Entreprises, institutions et risque              | 7e        | 10e       | 11e       |
| Marketing                                          | Marque, innovation et création                   | 10e       | 12e       | 15e       |
| Marketing                                          | Marque et branding                               | 21e       | 17e       | 18e       |
| Droit et management des médias et de l'audiovisuel | Médias et management                             | 4e        | 4e        | 4e        |
| Gestion des ressources humaines                    | Ressources humaines, management et organisations | 12e       | 13e       | 18e       |
| Management stratégique                             | Conseil, management et organisations             | 12e       | 14e       | 13e       |
| Communication digitale                             | Médias et numérique                              | 1er       | 1er       | 2e        |
| Communication digitale                             | Communication et technologie numérique           | 4e        | 5e        | 5e        |
| Communication digitale                             | Médias, innovation et création                   | 10e       | 6e        | 6e        |
| Communication publique, politique et lobbying      | Entreprises, institutions et politique           | 1er       | 1er       | 1er       |

### Journalisme

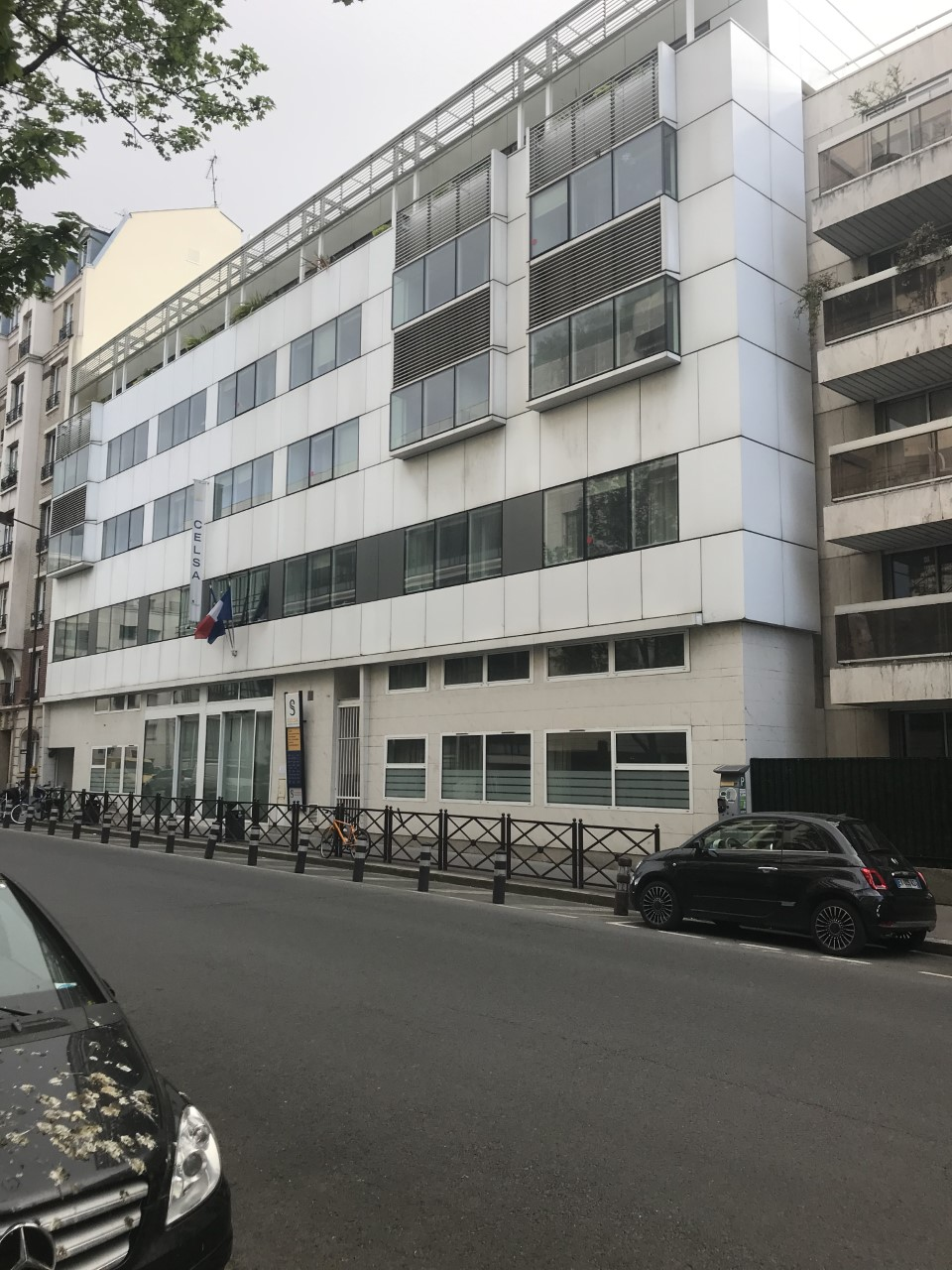
Façade du CELSA, rue de Villiers.

#### Admission
Pour le master en journalisme, le recrutement se fait après trois années d'études supérieures et sur concours[source insuffisante]. Les étudiants des khâgnes A/L ou B/L ou les étudiants inscrits en 2e année de classe préparatoire à l'École nationale des chartes souhaitant être dispensés des épreuves écrites du concours du CELSA, doivent, lors de l’inscription au concours d’entrée à l’École normale supérieure ou à l'École nationale des chartes, cocher la case CELSA dans le logiciel d’inscription à la Banque d'épreuves littéraires (BEL ou banque L-SES). Après communication des résultats par les ENS, les étudiants ayant obtenu des notes supérieures à un total défini par le CELSA sont déclarés admissibles au CELSA et passent alors une épreuve écrite portant sur l’actualité et les épreuves orales d’admission.
Le concours est considéré comme très sélectif[source secondaire nécessaire]. En 2013, près de 1 000 candidats ont passé les épreuves d'admission, 226 candidats ont été admissibles, et enfin 30 candidats ont été admis.

#### Cursus
Cette section ne s'appuie pas, ou pas assez, sur des sources secondaires ou tertiaires indépendantes du sujet. Le texte peut contenir des analyses inexactes ou inédites de sources primaires.
Pour l'améliorer, ajoutez-en, ou placez des modèles {{Source secondaire souhaitée}} ou {{Source secondaire nécessaire}} sur les passages mal sourcés. (mars 2022)
Le cursus se déroule sur deux ans (soit quatre semestres) avec alternance de cours théoriques et d'enseignements professionnels auxquels s'ajoutent trois périodes de stages (sept mois minimum). Chaque année permet l'acquisition de 60 crédits pour l'obtention du grade de master.
La formation généraliste, assurée par des journalistes et des professionnels de la presse et conforme aux recommandations de la Commission nationale pour l'emploi des journalistes, doit développer des compétences culturelles, critiques et professionnelles. Les élèves sont préparés à des fonctions aussi bien en presse écrite qu'en presse audiovisuelle ou multimédia avant de se spécialiser en deuxième année dans l'un de ces médias.

#### Classement
Créée en 1979, la formation en journalisme du CELSA est reconnue depuis 1981 par la profession et jouit « d'une réelle notoriété sur le plan national, et européen ». La formation en journalisme est classée première par le magazine Challenges et neuvième par Le Figaro Étudiant.

### Mastère spécialisé «CELSA Entreprendre»
En 2010, le CELSA lance la « Chaire pour l'innovation dans les secteurs de la communication et des médias ». Elle propose le mastère spécialisé de niveau bac + 6 sur 1 an à temps partiel agréée par la Conférence des grandes écoles (CGE), destinée à des personnes porteuses de projets innovants, orientés vers le développement d’une entreprise ou activité nouvelle (entrepreneuriat) ou en développement dans une entreprise existante (intrapreneuriat). Les participants sont recrutés sur dossier et entretien, après quatre années d’études supérieures et cinq ans d’expérience professionnelle.

### Doctorat
Le doctorat en Sciences de l'information et de la communication se prépare dans le cadre du laboratoire de recherche du CELSA, le GRIPIC (Groupe de recherches interdisciplinaires sur les processus d’information et de communication), au sein de l’École doctorale « Concepts et langages » de Sorbonne Université[source insuffisante].

### Autres formations proposées
En partenariat avec l'INSPÉ Paris, deux autres masters sont proposés.

## Marque

### Identité visuelle

Ancien logotype du Celsa (jusqu'en 2017).
Nouveau logotype du Celsa (depuis 2018).

Le logo utilisant le dôme du Panthéon en jaune sur un fond bleu et blanc est offert, en 1957, par Marcel Bleustein-Blanchet, le fondateur de Publicis.

### Chaire CELSA pour l'innovation
Créée en 2010, la chaire repose sur l'analyse des transformations de la communication. Selon ses statuts, "la chaire a pour objet exclusif des activités de recherche et d’enseignement à but non lucratif".

## Personnalités liées au CELSA
| Portrait                                                                      | Identité                                | Période         | Période | Durée  |
| Portrait                                                                      | Identité                                | Début           | Fin     | Durée  |
| ----------------------------------------------------------------------------- | --------------------------------------- | --------------- | ------- | ------ |
| Pas de portrait sous licence libre disponible pour Charles-Pierre Guillebeau. | Charles-Pierre Guillebeau (1922 - 2004) | 1970            | 1995    | 25 ans |
| Pas de portrait sous licence libre disponible pour Jean-Baptiste Carpentier.  | Jean-Baptiste Carpentier (né en 1947)   | 1995            | 2004    | 9 ans  |
| Pas de portrait sous licence libre disponible pour Véronique Richard.         | Véronique Richard (d) (née en 1951)     | 2004            | 2014    | 10 ans |
| Pas de portrait sous licence libre disponible pour Karine Berthelot-Guiet.    | Karine Berthelot-Guiet, (née en 1959)   | 2014            | 2023    | 9 ans  |
| Pascal Froissart en 2013                                                      | Pascal Froissart                        | 16 janvier 2024 |         |        |

### Étudiants
L'école dispose de son réseau d'anciens élèves.
Quelques anciens élèves
- Christophe Beaugrand, journaliste
- Frédéric Beigbeder, écrivain, critique littéraire, réalisateur, prix Renaudot
- Adam Bensoussan, vidéaste web
- Sidonie Bonnec, animatrice et journaliste
- Céline Calvez, femme politique, députée depuis 2017
- Pascale Clark, journaliste
- Arthur Dreyfus, écrivain
- Samuel Forey, journaliste indépendant, prix Albert-Londres
- Laurent Grandguillaume, homme politique, député de 2012 à 2017
- Claire Hédon, Défenseur des droits, ancienne présidente d'ATD Quart Monde
- Delphine Horvilleur, rabbin
- Bernard de La Villardière, journaliste, présentateur d'Enquête exclusive sur M6
- Anne-Élisabeth Lemoine, journaliste, présentatrice de C à vous sur France 5
- Lauren Malka, autrice, journaliste et podcasteuse
- Sandrine Mazetier, femme politique, députée de 2007 à 2017, vice-présidente de l'Assemblée nationale de 2012 à 2017
- Delphine Minoui, journaliste, prix Albert-Londres
- Catherine Nayl, journaliste
- Valérie Petit, femme politique, députée de 2017 à 2022
- Gauthier Picquart, entrepreneur, cofondateur du site RueDuCommerce
- Sabine Quindou, réalisatrice, autrice et metteuse en scène de spectacles, journaliste, présentatrice de C'est pas sorcier
- Karim Rissouli, journaliste, présentateur de C politique sur France 5
- Benjamin Sportouch, journaliste, chef du service politique de RTL
- Delphine de Vigan, écrivaine, scénariste, prix Renaudot
- Charlotte de Vilmorin, entrepreneuse